# Natalja Iwanowna Baranowa-Massalkina
Natalja Iwanowna Baranowa-Massalkina (russisch Наталья Ивановна Баранова-Масалкина, wiss. Transliteration Natal'ja Ivanovna Baranova-Masalkina; * 25. Februar 1975 in Kriwoschejewo, Mordwinien, Sowjetunion) ist eine ehemalige russische Skilangläuferin.

## Werdegang
Natalja Baranowa-Massalkina, die bei den Junioren-Weltmeisterschaften 1993 bereits mit der russischen Staffel Gold gewonnen hatte, startete ihre Karriere im Erwachsenenbereich am 30. Januar 1994 mit der Teilnahme am 15-Kilometer-Freistilwettbewerb im Rahmen der Nordischen Junioren-Skiweltmeisterschaften 1994 und belegte am Ende den 12. Platz. Ein Jahr später debütierte sie am 14. Januar 1995 in Nové Město über die 15 Kilometer klassisch im Weltcup und kam bei diesem Rennen auf den 12. Platz.
1995 nahm Baranowa-Massalkina an den Nordischen Junioren-Skiweltmeisterschaften 1995 in Gällivare teil. Bei dieser Junioren-WM errang sie über die 5 Kilometer klassisch und mit der russischen Staffel die Goldmedaille und über die 15 Kilometer Freistil die Bronzemedaille. Bei der Winter-Universiade 1997 in Muju holte sie jeweils Silber über 10 km klassisch, 15 km Freistil und in der Doppelverfolgung und Gold mit der Staffel.
Bei einer Kontrolle der WADA vor den Wettkämpfen der Olympischen Winterspiele 2002 in Salt Lake City wurde Baranowa-Massalkina positiv auf EPO getestet. Nachdem der positive Dopingbefund feststand, wurde sie aus dem olympischen Dorf ausgeschlossen und im Folgenden von der FIS für zwei Jahre gesperrt.
Ihr bestes Saisonergebnis erreichte Baranowa-Massalkina in der Saison 2004/05. Nachdem sie zwei dritte Plätze in der Saison erzielt hatte, belegte sie am Ende der Saison in der Weltcupgesamtwertung den neunten Platz und in der Distanzwertung den fünften Platz. Bei den Nordischen Skiweltmeisterschaften 2005 in Oberstdorf gewann Baranowa-Massalkina Silber im 4-mal-5-Kilometer-Wettbewerb der Staffel mit Larissa Kurkina, Julija Tschepalowa und Jewgenija Medwedewa. Außerdem holte sie die Bronzemedaille über die 30 Kilometer im Damen Einzel. Bei den Olympischen Winterspielen 2006 in Turin errang sie im Staffelwettbewerb in der gleichen Besetzung wie 2005 die Goldmedaille und wurde Olympiasiegerin. Ebenfalls startete sie im Einzelwettbewerb der Frauen über 10 Kilometer, kam hierbei allerdings nur auf Platz 16. Nach der Saison 2005/06 beendete Baranowa-Massalkina ihre Karriere.
Baranowa-Massalkina lebt derzeit in der Oblast Tomsk. Sie ist verheiratet und hat zwei Töchter.